# Frank Pementel
Frank Pementel (Decoto, Californië, 28 maart 1889 - Niles (Fremont), Californië, 1 februari 1934) was een Amerikaans filmacteur. 
Pementel was vooral bekend door een reeks korte films met het personage Broncho Billy

## Galerij
- Broncho Billy and the Schoolmistress (1912)
- Broncho Billy and the Greaser (1914)

## Gedeeltelijke filmografie
- Slippery Slim (1914)
- The Atonement (1914)
- Snakeville's Fire Brigade (1914)
- Broncho Billy and the Settler's Daughter (1914)
- Broncho Billy and the Greaser (1914)
- Broncho Billy and the Bad Man (1914)
- Through Trackless Sands (1913)
- Broncho Billy's Christmas Deed (1913)
- Broncho Billy's Squareness (1913)
- The Kid Sheriff (1913)
- Broncho Billy Gets Square (1913)
- A Borrowed Identiy (1913)
- Why Broncho Billy Left Bear Country (1913)
- Broncho Billy's Capture (1913)
- The Making of Broncho Billy (1913)
- Broncho Billy's Gun Play (1912)
- Broncho Billy's Love Affair (1912) .
- Broncho Billy and the Schoolmistress (1912)
- Broncho Billy's Mexican Wife (1912)
- The Tomboy on Bar Z (1912)
- An Indian Sunbeam (1912)
- A Woman of Arizona (1912)
- The Loafer's Mother (1912)
- The Smuggler's Daughter (1912)